# Roy Smith
Roy Smith (n. 19 aprilie 1990, Limón, Limón Province⁠(d), Costa Rica) este un fotbalist costarican.
În 2010, Smith a jucat 2 de meciuri pentru echipa națională a Costa Ricăi.

## Statistici
| Costa Rica | Costa Rica | Costa Rica |
| An         | Meciuri    | Goluri     |
| ---------- | ---------- | ---------- |
| 2010       | 2          | 0          |
| Total      | 2          | 0          |